# Договор Вайтанги
Догово́р Вайта́нги (англ. Treaty of Waitangi, маори Te Tiriti o Waitangi) — соглашение, подписанное представителями Великобритании и вождями некоторых племён маори 6 февраля 1840 года. Договор был подписан в населённом пункте Вайтанги, давшем соглашению своё имя. В соответствии с соглашением Новая Зеландия переходила в управление Великобритании, в обмен на это маори сохраняли свои имущественные и неимущественные права, получали покровительство Великобритании и передавали Великобритании исключительные права на покупку у них земель. Принято считать, что договор положил основу созданию государства Новая Зеландия и является одним из основных конституционных документов страны.

## Подписание договора
Одним из основных создателей текста договора принято считать британского военно-морского офицера Уильяма Гобсона. Гобсон не был политиком или администратором, но в процессе своей военно-морской службы в 1837 году уже бывал в Новой Зеландии. Только это определило выбор лондонского Колониального управления, и в 1839 году он, наделённый полномочиями, отбыл сначала в Австралию, где принял присягу в качестве лейтенант-губернатора, а затем, в январе 1840 года, в Новую Зеландию. В соответствии с полученными инструкциями ему предстояло решить задачу добровольной передачи маори прав на управление Новой Зеландией.
Не имея никаких практических знаний в юриспруденции, в ведении колониального управления или в администрировании, Гобсон самостоятельно и лишь при помощи двоих своих секретарей (также не имевших опыта подобной работы) в течение четырёх дней подготовил проект договора. Проект был подготовлен только на английском языке, и затем за одну ночь текст был переведён на язык маори местным миссионером Генри Вильямсом (Henry Williams).
5 февраля оба текста были представлены собравшимся в Вайтанги вождям нескольких северных племён. Гобсон зачитал текст на английском языке, а Вилльямс на языке маори. Вожди обсуждали положения договора в течение пяти часов и, по результатам обсуждения, согласились с его условиями.
На следующий день, 6 февраля, вожди согласились подписать договор. От имени Великобритании договор подписал Уильям Гобсон. Вождь племени Нгапухи Хоне Хеке (маори Hone Heke) подписал договор от имени 40 вождей других племён.
Было подготовлено ещё восемь копий договора, и они были разосланы по стране для сбора подписей вождей не присутствовавших в Вайтанги племён. В течение 1840 года под договором было поставлено ещё около 500 подписей. Часть вождей не поставили своих подписей, а некоторые вожди были лишены такой возможности. Невзирая на это, 21 мая 1840 года лейтенант-губернатор Гобсон провозгласил правление Великобритании над территорией Новой Зеландии.
Her Majesty Victoria, Queen of England in Her gracious consideration for the chiefs and people of New Zealand, and her desire to preserve to them their land and to maintain peace and order amongst them, has been pleased to appoint an officer to treat with them for the cession of the Sovreignty of their country and of the islands adjacent to the Queen. Seeing that many of Her Majesty’s subjects have already settled in the country and are constantly arriving; And that it is desirable for their protection as well as the protection of the natives to establish a government amongst them.
 
 

Her Majesty has accordingly been pleased to appoint me William Hobson a captain in the Royal Navy to be Governor of such parts of New Zealand as may now or hereafter be ceided to her Majesty and proposes to the chiefs of the Confederation of the United Tribes of New Zealand and the other chiefs to agree to the following articles.-
  
 

Article first
 

The chiefs of the Confederation of the United Tribes and the other chiefs who have not joined the confederation, cede to the Queen of England for ever the entire Sovreignty of their country.
 
 

Article second
 

The Queen of England confirms and guarantees to the chiefs & tribes and to all the people of New Zealand the possession of their lands, dwellings and all their property. But the chiefs of the Confederation and the other chiefs grant to the chiefs Queen, the exclusive right of purchasing such land as the proprietors thereof may be disposed to sell at such prices as shall be agreed upon between them and the persons appointed by the Queen to purchase from them.
 
 

Article Third
 

In return for the cession of the Sovreignty to the Queen, the people of New Zealand shall be protected by the Queen of England and the rights and privileges of British subjects will be granted to them.-
 
 

Signed,
  
 

William Hobson 

Consul & Lieut. Governor.
 
 

Now we the chiefs of the Confederation of the United tribes of New Zealand being assembled at Waitangi, and we the other chiefs of New Zealand having understood the meaning of these articles, accept of them and agree to them all.
 
 

In witness whereof our names or marks are affixed.
 
 

Done at Waitangi on the
4th Feb. 1840.
Её Величество Королева Англии Виктория в своей милости к вождям и народу Новой Зеландии и желая сохранить им их землю и поддерживать мир и порядок среди них, изволила назначить офицера для переговоров с ними о передаче суверенитета их страны и прилегающих островов Королеве. Так как множество подданных Её Величества уже устроились в стране и постоянно прибывают новые, возникает необходимость их защиты, так же, как и защиты местного населения, для чего устанавливается управление над ними.
С учетом этого, Её величество изволит назначить меня, Уильяма Гобсона, капитана королевских военно-морских сил, губернатором тех земель Новой Зеландии, которые сейчас или впоследствии будут переданы Её Величеству, и предлагает вождям Конфедерации Объединенных Племен Новой Зеландии и остальным вождям согласиться на следующие условия:
Статья 1. Вожди Конфедерации объединенных племен и остальные вожди, неприсоединившиеся к Конфедерации, передают Королеве Англии суверенитет своей страны навсегда.
Статья 2. Королева английская подтверждает и гарантирует вождям и племенам и всему народу Новой Зеландии владение их землями, жильем и прочей собственностью. Но все вожди Конфедерации и остальные вожди предоставляют Королеве эксклюзивное право покупки таких земель, если владельцы оных решат совершить продажу по такой цене, которая будет согласована между ними и людьми, назначенными Королевой.
Статья 3. В обмен на передачу суверенитета Королеве народ Новой Зеландии будет находиться под защитой Королевы Англии и ему будут дарованы права и привилегии британских подданных.
Подписано,
Уильям Гобсон
Консул/лейтенант-губернатор
Теперь мы, вожди конфедерации объединённых племен Новой Зеландии, собравшиеся в Вайтанги, и мы, остальные вожди Новой Зеландии, поняли значение этого договора, приняли все условия и согласились с ними.
В удостоверение этого наши имена и знаки приведены ниже.
Подписано в Вайтанги,

## Противоречивость текста договора
Договор представляет короткий текст, состоящий из всего трёх статей. В тексте этого важнейшего документа имеются орфографические ошибки. Перевод текста на язык маори имеет расхождение с английским оригиналом, но именно его подписали большинство вождей. Именно это обстоятельство всегда делало затруднительным дать однозначные оценки договору и допускало двойные толкования текстов европейцами и маори. Плохой перевод дал изначально неоднозначные значения положений «управления страной», «прав собственности», «права продажи земли» и не учитывал различия восприятий этих понятий европейцами и маори. К тому же, не имея традиций письменной культуры, вожди, присутствовавшие в Вайтанги, придавали большее значение словам, произнесённым лейтенант-губернатором, нежели непосредственно тексту договора.
Договор Вайтанги не был ратифицирован Великобританией, хотя колониальное управление, а позднее и новозеландское правительство с достаточным уважением относились к его исполнению. Тем не менее, получив полный контроль и над маори, и над европейскими переселенцами, а главное — над возможностью продажи земли в стране, со временем британские власти перестали считать документ сколь-либо важным, а ряд судебных решений во второй половине XIX века признали договор не имеющим юридической силы. Отношение к договору усугублялось вооружёнными восстаниями маори, считавших свои права, полученные по договору, попранными, а это, в свою очередь, давало основания европейским поселенцам и британской администрации утверждать, что маори не выполняют условия договора.

## Наследие
Договор Вайтанги является одним из определяющих документов социального устройства страны, он не вносит законодательные указания, но создаёт принципы существования маори и современного новозеландского государства. Основными из этих принципов являются:
- принцип руководства (государство имеет право и обязанность создавать законы и определять их исполнение);
- принцип самоуправления (маори имеют право на самоорганизацию и свободное распоряжение всеми принадлежащими им ресурсами);
- принцип равноправия (все новозеландцы имеют равные права);
- принцип разумного сотрудничества (все стороны должны руководствоваться доброй волей в решении совместных вопросов);
- принцип возмещения (государство должно принимать разумные меры и в соответствии со своими возможностями компенсировать ранее нанесённый маори ущерб).

Несмотря на общее признание значимости этого договора, он во многом продолжает оставаться предметом споров и неоднозначных оценок, особенно обострившихся в 60-70-х годах XX века. В итоге в 1975 году был принят государственный указ, определяющий положение договора в социальной и законодательной системе государства. Тогда же был создан Трибунал Вайтанги (англ. Waitangi Tribunal), разбирающий споры и определяющий компенсации за ущербы, причинённые народу маори, в период начиная с земельных войн.
Каждый год 6 февраля отмечается как национальный праздник Новой Зеландии. В 1997 году ЮНЕСКО включило Договор Вайтанги в реестр «Память мира».